# 華中科技大学出版社
華中科技大学出版社（かちゅうかぎだいがくしゅっぱんしゃ）は中華人民共和国の出版社である。

## 沿革
- 1980年：華中工学院出版社、創立
- 1988年：華中理工大学出版社に改称
- 2000年：華中科技大学出版社に改称
- 2007年：株式会社化、華中科技大学出版社有限公司に改称

## 歴代社長
- 1998年～2006年：葦敏（Wei Min）
- 2007年～現在：阮海洪（Ruan Haihong）

## 出版資質
- 1980年：通常図書の出版権
- 2003年：音声図書の出版権
- 2004年：電子図書の出版権
- 2006年：インターネット図書の出版権

## 出版品種
主に大学の教材、教科書、学術著作、工具所、訳著、オーディオ製品、電子出版物及びインターネット出版物を出版している。並びに機械、計算機、電気工学、電子機械、建築、数学、文化素質、外国語等の学科部門の出版が優勢である。創立してから新書を約4000種、音声図書出版物を約800種出版している。2007年からは、新書を年間で約800種、電子、音声図書を約100種出版している。中国の高等教育における理工学教材の出版の中枢として、「全国良好出版社」の称号を新聞出版署から授与されている。

## 人力資源
2008年の総従業員数は200人以上、そのうち修士課程以上が40%を占めている。